# Richard Sorge
Richard Sorge (in russo Рихард Зорге?, Richard Zorge; Baku, 4 ottobre 1895 – Tokyo, 7 novembre 1944) è stato un giornalista tedesco, attivo in Giappone come spia per conto dell'Unione Sovietica prima e durante la seconda guerra mondiale.
Il suo nome in codice nel NKVD era "Ramsay".

## Biografia
Nato a Baku, nell'Azerbaigian all'epoca parte dell'impero russo, era il nono figlio di una famiglia numerosa con il padre ingegnere tedesco e la madre russa. Quando il piccolo Richard aveva solo tre anni la famiglia Sorge ritornò in Germania. Friedrich Adolph Sorge, il fratello del nonno paterno, fu collaboratore di Karl Marx e segretario della Prima Internazionale. Nell'ottobre del 1914 Sorge partì come volontario nella prima guerra mondiale unendosi ad un battaglione di studenti appartenente al 3º reggimento artiglieria della Guardia. Durante il suo servizio sul fronte occidentale fu ferito gravemente nel marzo del 1916, quando uno shrapnel gli amputò tre dita di una mano e gli fratturò entrambe le gambe, rendendolo claudicante per il resto della vita.
A seguito delle ferite riportate fu promosso al grado di caporale e insignito della Croce di Ferro di seconda classe. Durante la sua convalescenza si dedicò alla lettura di Karl Marx e aderì al socialismo, soprattutto grazie alla sua amicizia con il padre di una delle infermiere dell'ospedale in cui era degente. Trascorse il resto degli anni di guerra studiando economia alle Università di Berlino, Kiel e Amburgo. Nel 1919 si laureò in scienze politiche e s'iscrisse al KPD, il partito comunista tedesco. Le sue opinioni politiche gli causarono il licenziamento sia come insegnante sia come ingegnere in una miniera di carbone. Per questi motivi lasciò con la moglie la Germania nel 1924 per Mosca, alloggiando provvisoriamente presso l'Hotel Lux. In URSS, divenne un agente del Comintern.

### Agente del Comintern
Sorge fu assoldato come agente segreto dall'Unione Sovietica con la copertura di giornalista e inviato in diversi paesi europei dove aveva il compito di sondare la possibilità che insorgessero rivolte bolsceviche. Nel 1922 i servizi segreti sovietici lo fecero trasferire a Francoforte dove raccolse informazioni sulla situazione politica della regione. Dopo un fallito tentativo d'insurrezione da parte di simpatizzanti bolscevichi nel 1923 continuò la sua attività di giornalista. Nel 1924 fece ritorno in Unione Sovietica dove fece parte del Dipartimento degli Affari Internazionali del Comintern, un corpo di intelligence di nuova formazione dell'OGPU.
Presto a causa della sua attività spionistica divorziò dalla moglie, che nel frattempo era rientrata in Germania a Berlino, e nel 1928 fu trasferito all'intelligence militare sovietica del GRU. Nel 1929 fu inviato nel Regno Unito con il compito di verificare la situazione del Partito Comunista di Gran Bretagna e le condizioni politiche ed economiche del Regno Unito, con la precisa direttiva di restare sotto totale copertura e non lasciarsi coinvolgere in nessuna iniziativa politica. Nel novembre dello stesso anno fu inviato nuovamente in Germania per infiltrarsi nel Partito Nazista ottenendo un'ottima copertura come giornalista nel quotidiano tedesco Getreide Zeitung.

#### In Cina
Nel 1930 Sorge fu inviato a Shanghai per raccogliere informazioni e per promuovere attività sovversive filo-bolsceviche. Ufficialmente la sua copertura era di collaboratore del Frankfurter Zeitung. A Shanghai entrò in contatto con le spie Max Klausen e Ruth Werner e con la celebre giornalista ed attivista Agnes Smedley, collaboratrice anch'essa della Frankfurter Zeitung. Smedley permise a Sorge di conoscere Ozaki Hotsumi, un reporter giapponese che lavorava per il giornale nipponico Asahi Shinbun e che accettò in seguito di entrare nella rete spionistica organizzata da Sorge. Grazie alla sua copertura di giornalista specializzato per le attività agricole, Sorge poté viaggiare liberamente in tutto il territorio cinese, entrando in contatto con diversi membri del Partito Comunista Cinese, ed ebbe modo di segnalare uno scontro tra truppe cinesi e giapponesi nelle strade di Shanghai. A dicembre dello stesso anno fu richiamato a Mosca.

#### In Giappone
Nel marzo del 1933 i servizi segreti sovietici incaricarono Sorge di organizzare una rete spionistica in Giappone. A questo scopo fu inviato nuovamente in Germania per sfruttare la sua copertura giornalistica al fine di cercare di essere inviato in Giappone come reporter per la stampa tedesca. Sorge fu molto abile a sfruttare le sue conoscenze e riuscì a farsi assumere dai due quotidiani tedeschi Borsen Zeitung e Tagliche Rundschau, riuscendo a diventare collaboratore della rivista filo-nazista Geopolitik. Sorge giunse a Yokohama il 6 settembre 1933 ed ebbe la direttiva di non entrare in contatto né con il Partito Comunista Giapponese, allora fuorilegge, né con l'ambasciata sovietica a Tokyo.
La sua rete spionistica annoverava il crittografo Max Klausen, il giornalista giapponese Ozaki Hotsumi e altri due agenti del Comintern: Branko Vukelić, un giornalista collaboratore della rivista francese Vu, e il giornalista giapponese Miyagi Yotoku, collaboratore della rivista in lingua anglosassone Japan Advertiser. Tra il 1933 e il 1934 la rete spionistica di Sorge ebbe il compito di raccogliere informazioni sulla politica estera della Germania nazista. I suoi agenti avevano stretti rapporti con insigni rappresentanti politici giapponesi, in particolare Ozaki Hotsumi strinse importanti rapporti con il primo ministro giapponese Fumimaro Konoe ed ebbe modo di copiare importanti documenti per Sorge. Egli inviò informazioni a Mosca riguardo all'incidente del 26 febbraio 1936. I suoi rapporti, inviati continuamente a Mosca, che annunciavano un imminente attacco della Germania, furono ignorati da Stalin e dal governo sovietico.
Nell'aprile del 1941, leggendo gli scritti dell'addetto militare tedesco colonnello Kretschmer, era venuto a conoscenza del completamento dei preparativi per l'offensiva e del fatto che la decisione sulla guerra o sulla pace con l'Unione Sovietica sarebbe dipesa esclusivamente dalla volontà di Hitler e non dall'atteggiamento di Stalin; il 20 maggio 1941 egli fu in grado, leggendo alcuni telegrammi di Ribbentrop, di conoscere la data esatta dell'attacco e immediatamente trasmise a Mosca il messaggio: « [...] l'attacco inizierà il 20 giugno, è possibile un giorno o due di ritardo, ma i preparativi sono ormai completi. Alla frontiera orientale della Germania sono ammassate dalle 170 alle 190 divisioni tedesche. Non ci saranno né ultimatum né dichiarazioni di guerra; l'esercito russo dovrà crollare e il regime sovietico cadrà entro due mesi».
Nella storiografia l'opera di Sorge per quanto riguarda il suo rapporto confidenziale con l'ambasciatore tedesco a Tokyo Eugen Ott è ritenuta particolarmente importante. Infatti questo rapporto gli permise di carpire le reali intenzioni giapponesi di evitare per il momento una guerra con l'Unione Sovietica in seguito all'impantanarsi della Wehrmacht nell'inverno russo. Queste informazioni, passate al Cremlino, consentirono a Stalin di riversare sul fronte occidentale le divisioni di stanza in Mongolia, senza preoccuparsi degli sviluppi a oriente.
Il 18 ottobre del 1941 Sorge fu arrestato perché sospettato di spionaggio e durante il processo fu rinchiuso nella prigione di Sugamo. Riconosciuto colpevole fu condannato a morte per impiccagione, eseguita il 7 novembre 1944 alle 10.20; lo stesso giorno fu giustiziato anche Ozaki. Fu sepolto nel cimitero del carcere e successivamente i suoi resti furono tumulati nel cimitero Tama di Fuchū: Hanako Ishii, la sua amante, continuò a fare visita alla sua tomba fino alla sua morte, nel 2000. L'Unione Sovietica non lo riconobbe come propria spia fino al 1964, quando gli diede l'onorificenza di Eroe dell'Unione Sovietica.
L'ex comandante della rete di spionaggio sovietico nel Reich Leopold Trepper ha riferito nella propria autobiografia di aver parlato di Sorge con l'ex sottosegretario giapponese alla difesa Tominaga nel 1946, mentre ne condivideva la cella essendo entrambi prigionieri. Trepper chiese al Tominaga perché Tokyo avesse impiccato Sorge nel 1944, quando il Giappone e la Russia non erano in guerra, invece di scambiarlo con una spia giapponese. Trepper riporta la risposta di Tominaga che per tre volte tra il 1941 e il 1944 i nipponici avevano proposto lo scambio, ricevendo da Mosca tre rifiuti.

## Filmografia
- Verrat an Deutschland (Berlino - Tokio: Operazione spionaggio), film tedesco del 1955
- La spia del secolo, film francese del 1961